# Abel Alves
Abel Aníbal Alves, né le 19 février 1958 à Olavarría (Argentine), est un footballeur et entraîneur argentin.
Abel Alves réalise la plus grande partie de sa carrière à Boca Juniors, d'abord comme joueur puis comme entraîneur.
Formé au club, il fait partie du groupe boquense lors de la première heure de gloire du club à la fin des années 1970, mais l'entraîneur Lorenzo ne le fait jouer qu'en championnat et lui préfère des joueurs plus expérimentés lors des expéditions en Copa Libertadores et Coupe intercontinentales. Il remporte ainsi le championnat d'Argentine Metropolitano en 1976 et 1981. En 1982 il part et poursuit sa carrière à San Lorenzo de Mar del Plata, Gimnasia y Esgrima de La Plata, Banfield, Huracán, Sportivo Italiano et Lanús.
Reconverti entraîneur, il s'occupe longtemps d'équipes de jeunes, notamment à Boca, avant de devenir l'entraîneur adjoint de son club formateur en 2005. Il assure à ce titre deux intérims, en 2005 à la suite du départ de Jorge José Benítez puis en 2009 à la suite de Carlos Ischia. Début 2010, il est nommé entraîneur principal mais il ne résiste que treize journées avant d'être à son tour congédié.